# Currie
Currie – miasto w Stanach Zjednoczonych, w stanie Minnesota, w hrabstwie Murray.